# استنلی تانگ
استنلی تانگ (چینی سنتی: 唐季禮; پین‌یین: Táng Jìlǐ) کارگردان، تهیه‌کننده، بدلکار، فیلم‌نامه‌نویس، کارآفرین و بشر دوست هنگ کنگی است. او برای کارگردانی فیلم‌های اکشن و ماجراجویانه، از جمله چندین فیلم با جکی چان، شهرت دارد.

## اوایل زندگی
تانگ در تاریخ ۷ آوریل سال ۱۹۶۰ در هنگ کنگ به دنیا آمد و در هنگ کنگ و کانادا تحصیل کرده‌است.

## فیلم‌شناسی
- جنگجویان عصر حجر (۱۹۹۱)
- داستان پلیس ۳: ابر پلیس (۱۹۹۲)
- ابرپلیس ۲ (۱۹۹۳)
- جنجال در شهر (۱۹۹۵)
- داستان پلیس ۴: اولین ضربه (۱۹۹۶)
- آقای ماگو (۱۹۹۷)
- قدرت چینی (۲۰۰۰)
- افسانه (۲۰۰۵)
- زودیاک چینی (۲۰۱۲)
- کونگ فو یوگا (۲۰۱۷) [۳]
- ونگارد (۲۰۲۰) [۴][۵]
- یک افسانه (۲۰۲۴)